# Военная летопись
«Военная летопись» - центральный печатный орган Военного министерства Российской империи в годы первой мировой войны.
Издавался в Петрограде при российском Главном штабе в виде газеты - листка для нижних чинов русской армии.
Периодичность выпусков - 3 раза в неделю.
Время издания официального военного периодического листка «Военная летопись» - 1914—1917 гг.
Листок «Военная летопись» бесплатно распространялся среди рядовых и унтер-офицеров российской армии. Девиз: Для войск и народа.
Печатал материалы военно-патриотической направленности, относящиеся к событиям Первой мировой войны — сообщения штаба Верховного Главнокомандующего, краткие обзоры военных действий.
С 1916 г., кроме этого помещал статьи общеобразовательного характера, описание солдатских подвигов и военные рассказы и т. д.
Согласно проведенному в 1916 г. опросу с целью выяснения отношения читателей к изданию, было установлено, что газета «Военная летопись»

нижними чинами читается с удовольствием, однако в войска она приходит редко и с большим опозданием
После Великой Октябрьской социалистической революции 1917 года выпуск прекращён.

## Ссылка
- Гужва Д.Г. Русская военная печать в годы Первой мировой войны // Военно-исторический журнал. 2007. №12. С.37-41 (недоступная ссылка)